# Романівська сільська рада (Попільнянський район)
Романівська сільська рада — колишня адміністративно-територіальна одиниця та орган місцевого самоврядування у Попільнянському районі Білоцерківської округи, Київської й Житомирської областей Української РСР та України з адміністративним центром у с. Романівка.

## Населені пункти
Сільській раді були підпорядковані населені пункти:
- с. Романівка
- с. Дехтярка
- с. Кошляки

## Населення
Відповідно до результатів перепису населення СРСР, кількість населення ради станом на 12 січня 1989 року становила 1 156 осіб.
Станом на 5 грудня 2001 року, відповідно до перепису населення України, кількість мешканців сільської ради становила 1 020 осіб.

## Склад ради
Рада складалася з 14 депутатів та голови.

### Керівний склад сільської ради
| ПІБ                        | Основні відомості                                                         | Дата обрання | Дата звільнення |
| -------------------------- | ------------------------------------------------------------------------- | ------------ | --------------- |
| Когут Василь Олександрович | Сільський голова, 1963 року народження, освіта, член народної партії      | 26.03.2006   | 31.10.2010      |
| Когут Василь Олександрович | Сільський голова, 1963 року народження, освіта вища, член народної партії | 31.10.2010   |                 |

Примітка: таблиця складена за даними джерела

## Історія
Створена 1923 року в містечку Романівка Романівської волості Сквирського повіту Київської губернії. 7 березня 1923 року увійшла до складу новоутвореного Попільнянського району Білоцерківської округи.
Станом на 1 вересня 1946 року входила до складу Попільнянського району Житомирської області, на обліку в раді перебувало с. Романівка.
11 серпня 1954 року, відповідно до указу Президії Верховної ради Української РСР «Про укрупнення сільських рад по Житомирській області», до складу ради включено с. Кошляки ліквідованої Кошляківської сільської ради Попільнянського району.
На 1 січня 1972 року сільська рада входила до складу Попільнянського району Житомирської області, на обліку в раді перебували села Кошляки та Романівка.
12 серпня 1974 року, відповідно до рішення Житомирського облвиконкому № 342 «Про зміни в адміністративно-територіальному поділі окремих районів області в зв'язку з укрупненням колгоспів», підпорядковано с. Дехтярку Ставищенської сільської ради Попільнянського району.
Ліквідована 28 грудня 2016 року через об'єднання до складу Квітневої сільської територіальної громади Попільнянського району Житомирської області.